# Herrschaft Schallodenbach
Die Herrschaft Schallodenbach war ein Territorium in der Westpfalz, das bis zum Ende des 18. Jahrhunderts bestand und im Besitz der Herren von Sickingen war. Namensgebend war die ehemalige Burg Schallodenbach, die auf dem Gebiet der heutigen Ortsgemeinde Schallodenbach im Landkreis Kaiserslautern (Rheinland-Pfalz) lag.

## Zugehörende Ortschaften
Die Herrschaft Schallodenbach umfasste vier Dörfer:
- Heimkirchen mit dem Kreuzhof und dem Holborner Hof (heute Ortsteil von Niederkirchen)
- Schallodenbach
- Schneckenhausen
- Wörsbach (heute Ortsteil von Niederkirchen)

## Geschichte
Um 1340 wurde die Burg Odenbach von Ritter Baldemar von Odenbach neu gebaut oder erweitert. Laut einer Urkunde vom 26. September 1341 übergab Baldemar dem Trierer Erzbischof Balduin die Burg und die Herrschaft und übernahm sie gleichzeitig als kurtrierisches Erblehen. In der Folge waren verschiedene angehörige Familienzweige Lehensnehmer, bis nach dem Tod des Philipp von Guntheim dessen Witwe den Schweikhard von Sickingen, Sohn des Franz von Sickingen, heiratete und die Herrschaft um 1525 an die Familie der Herren von Sickingen brachte.
Nach 1792 wurde die Region im Ersten Revolutionskrieg von französischen Truppen besetzt. Von 1798 bis 1814 gehörte das Gebiet zum französischen Departement Donnersberg und war dem Kanton Otterberg zugeordnet. Im Jahr 1816 kam Region zum Königreich Bayern.